# Granit Rushiti
Granit Rushiti (Svezia, 3 febbraio 2000) è un attore svedese, ha debuttato sul grande schermo nel film Zlatan, in cui interpreta Zlatan Ibrahimović nell'età compresa tra i 17 e i 23 anni. Per la sua interpretazione si aggiudica il Premio Guldbagge per il miglior attore nel 2022.

## Biografia
Di origine albanese, cresce nel settore giovanile del Malmö Fotbollförening. La sua somiglianza con il calciatore Zlatan Ibrahimović lo conduce a interpretarlo da giovane nel film biografico.

## Filmografia
- Zlatan (Jag Är Zlatan), regia di Jens Sjögren (2021)

## Doppiatori italiani
Nelle versioni in italiano dei suoi film, Granit Rushiti è stato doppiato da:
- Manuel Meli in Zlatan

## Premi e riconoscimenti
- Guldbagge
  - 2022 - Miglior attore - Zlatan